# Костюм майя
Костюм майя — совокупность одежды, которую носили представители мезоамериканской цивилизации майя.

## Идеал красоты

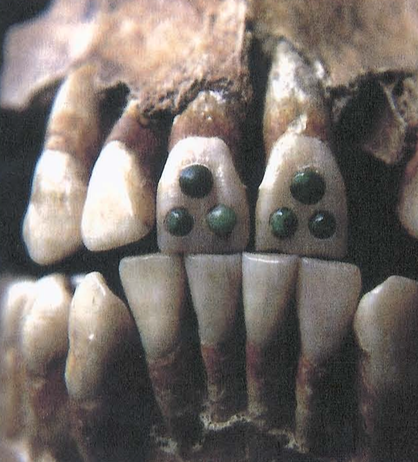
Инкрустация зубов нефритом на останках древнего знатного майя

Представления о телесной красоте у майя довольно сильно отличались от европейских. Так, признаком красоты считалось косоглазие; поэтому его развивали у ребёнка намеренно, привязывая к его волосам на уровне глаз смоляной или каучуковый шарик. Кроме того, майя намеренно деформировали лобную кость черепа, придавая ей сплющенную форму. Для этого ко лбу младенца через пять дней после рождения плотно прибинтовывали деревянную дощечку. По мнению майя, удлинённая форма головы придавала человеку благородный вид; к тому же за лоб такой головы было удобнее зацеплять лямки, с помощью которых переносили тяжести. Знатные люди, помимо того, искусственно изменяли себе форму носа, превращая его в «орлиный» (иногда с помощью глиняных или восковых накладок).
Таким образом, майяский идеал красоты был примерно следующим: узкое, с выдающимися скулами лицо, вытянутый назад и подчёркнуто уплощённый лоб, удлинённые (косые) глаза, крупный, загнутый книзу нос, маленький рот, выступающий закруглённый подбородок. Согласно одному из предположений, так лицо было больше похоже на початок кукурузы. 
Что касается телосложения, то знатные люди, как мужчины, так и женщины, обычно изображались довольно упитанными, даже с заметным брюшком. Вероятно, полнота считалась признаком материального благополучия и достоинства.

## Ткани

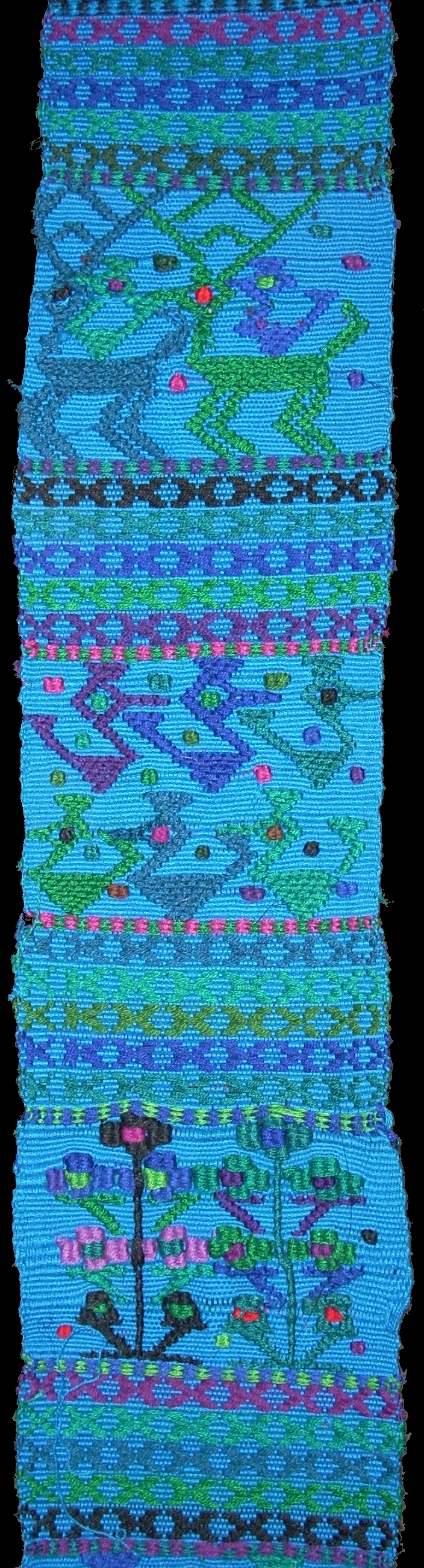
Лента (часть майяского женского костюма)

Прядение и ткачество были едва ли не главными занятиями женщин майя. Постигать основы этих ремёсел начинали с самого раннего детства. Уже на девятый день после рождения девочке давали подержать веретено, челнок и другие детали ткацкого станка в знак того, что именно с этими орудиями труда будет связана вся её дальнейшая жизнь. Веретено майя представляло собой палку длиной 10—12 дюймов с керамическим или каменным балансировочным кольцом (пряслицем) на конце. Его вращали на маленьком керамическом блюдце. Ткацкий станок также был очень простым: нити основы натягивались между двумя планками; верхняя прикреплялась к ветке дерева или к столбу, а нижняя (шунче) с помощью специальной лямки (ямаль) удерживалась на талии ткачихи. Однако, несмотря на свою внешнюю примитивность, такой станок позволял создавать практически любые ткани. Существовали различные виды ткацких технологий: парчовая, гобеленовая, сквозной узор и т. п.
В доколумбово время ткали из белой и коричневой хлопковой пряжи, из волокон агавы и юкки (по мнению некоторых авторов, одежда из хлопка предназначалась для знати и жрецов, тогда как простые люди обходились тканью из древесных волокон). Позднее вошли в употребление шерсть и шёлк.
Цветные ткани ткали из уже окрашенных нитей. При этом применяли самые разнообразные красители, как органические, так и минеральные. Самая популярная краска — индиго — извлекалась из тропического кустарника, который даёт синие и голубые тона. Красную краску получали из кактусовой тли (кошенили) и растения ачиоте, зелёную — из авокадо, чёрную — из окислов железа. Для получения красок использовали, кроме того, сок дикого томата и ежевики. Самым ценным (из-за трудности добычи) считался пурпур, который вырабатывали из морского моллюска Purpura patula.
Известны были разные способы отделки готовых тканей: на них наносили узоры специальными глиняными штампами, их украшали нефритовыми или перламутровыми бусами и дисками, покрывали вышивкой.
Узоры на тканях майя были не только красивы, но и имели определённый смысл. Одни узоры обозначали дождь и молнию, другие — ураган, третьи — кукурузу, и т. д. Распространены были разнообразные зооморфные орнаменты, изображавшие стилизованных индеек, уток, орлов, ягуаров, а также всевозможные геометрические рисунки.
Ткани производились не только для домашнего обихода, но и на продажу. Купцы майя торговали также пряжей и готовой одеждой.
Жаркий и влажный климат Центральной Америки не позволил сохраниться старинным тканям, но зато технология ткачества осталась практически неизменной. До сих пор индейская мастерица может изготовить всю одежду, используя древний станок.
Особым видом ткачества было у майя составление мозаичных узоров из перьев. При этом сначала готовили станок, как при тканье из текстильных материалов; затем перья раскладывались в соответствии с рисунком, намеченным ткачихой, и последовательно ввязывались в основу или в уток. Пользуясь этим способом, делали полотнища, прикреплявшиеся к поясам танцоров (при вращении они развевались, как крылья), плащи и головные уборы. Перьями украшали также балдахины, веера, щиты и т. п.

## Одежда

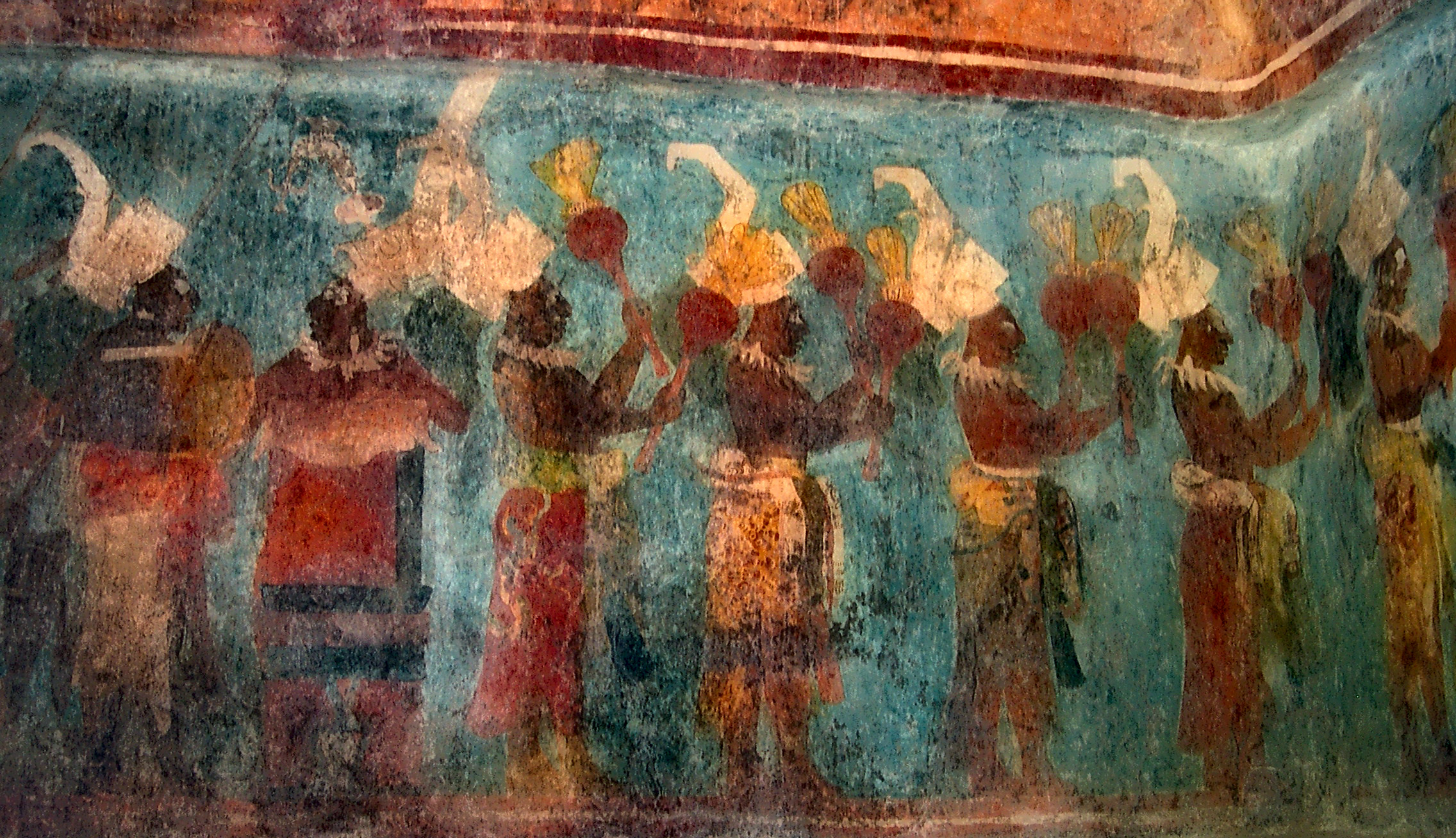
Фреска в Бонампаке

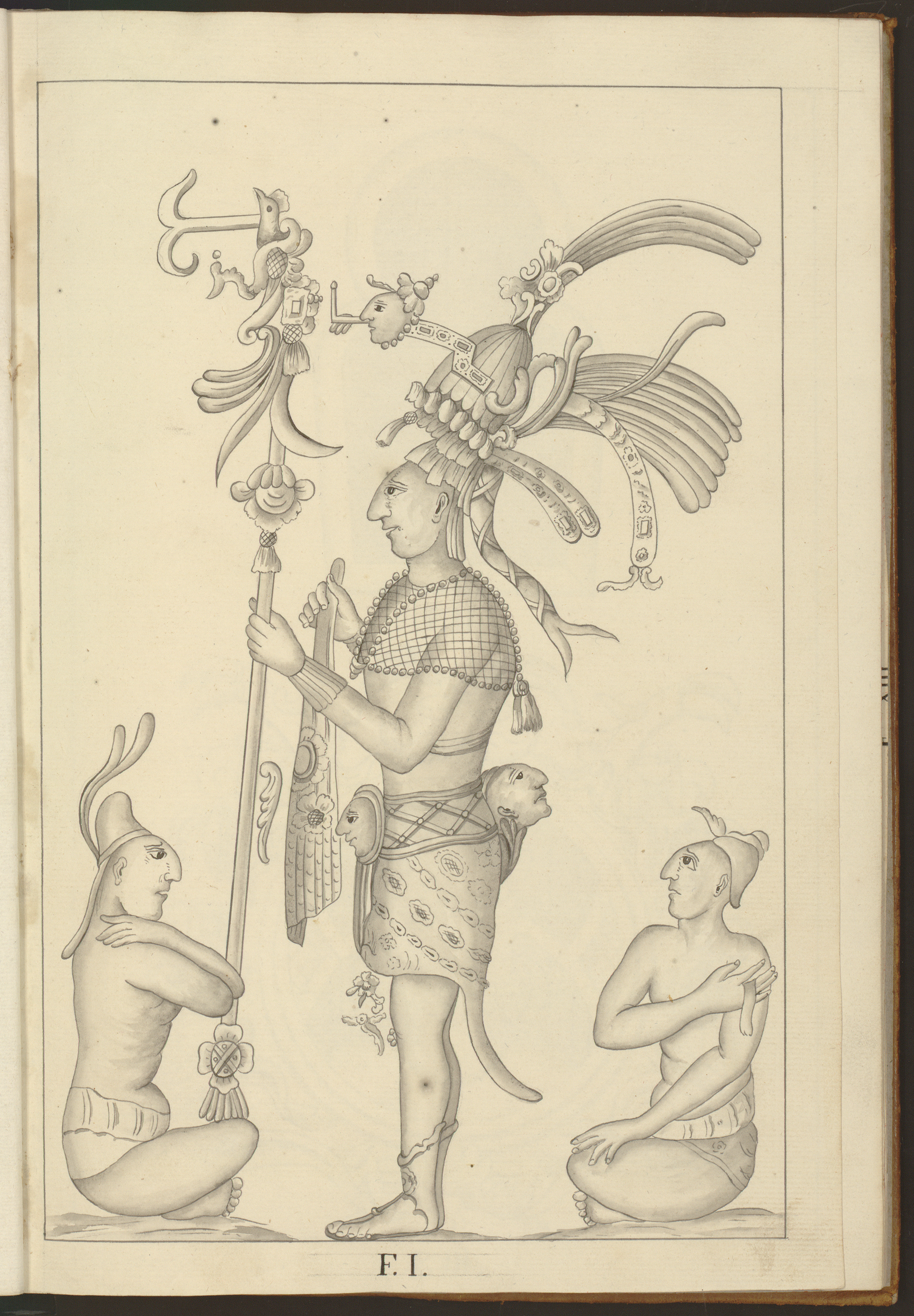
Перерисовка XVIII в. рельефа из Паленке

Основным одеянием мужчин была набедренная повязка (эш); она представляла собой полосу ткани шириной в ладонь, которую несколько раз обёртывали вокруг талии, затем пропускали между ног так, чтобы концы свисали спереди и сзади. Набедренные повязки именитых персон «с великой заботливостью и красотой» украшались перьями или вышивкой. На плечи набрасывали пати — накидку из прямоугольного куска ткани, также украшенную сообразно общественному положению её владельца. Знатные люди добавляли к этому наряду ещё длинную рубаху и вторую набедренную повязку, похожую на запашную юбку. Их одежды были богато декорированы и выглядели, вероятно, очень красочно, насколько можно судить по сохранившимся изображениям. Правители и военачальники иногда носили вместо накидки шкуру ягуара или закрепляли её на поясе.
Одежда женщин состояла из двух основных предметов: длинного платья (куб), которое либо начиналось над грудью, оставляя плечи открытыми, либо (как, например, на Юкатане) представляло собой прямоугольный кусок материи с прорезями для рук и головы, и нижней юбки. Платье и юбка могли носиться как вместе, так и отдельно; в последнем случае грудь оставалась открытой (вероятно, тот или иной способ ношения определялся социальным статусом женщины или местными обычаями). Верхней одеждой, как и у мужчин, служила накидка, но более длинная. Все предметы одежды украшались многоцветными узорами.

## Обувь
Мужчины носили сандалии из шкуры тапира или оленя. Высокий кожаный задник закрывал всю пятку, но пальцы ног оставались открытыми. Сандалии крепились завязками у подъёма ноги. Женщины ходили (судя по изображениям) преимущественно босиком.

## Причёски и головные уборы

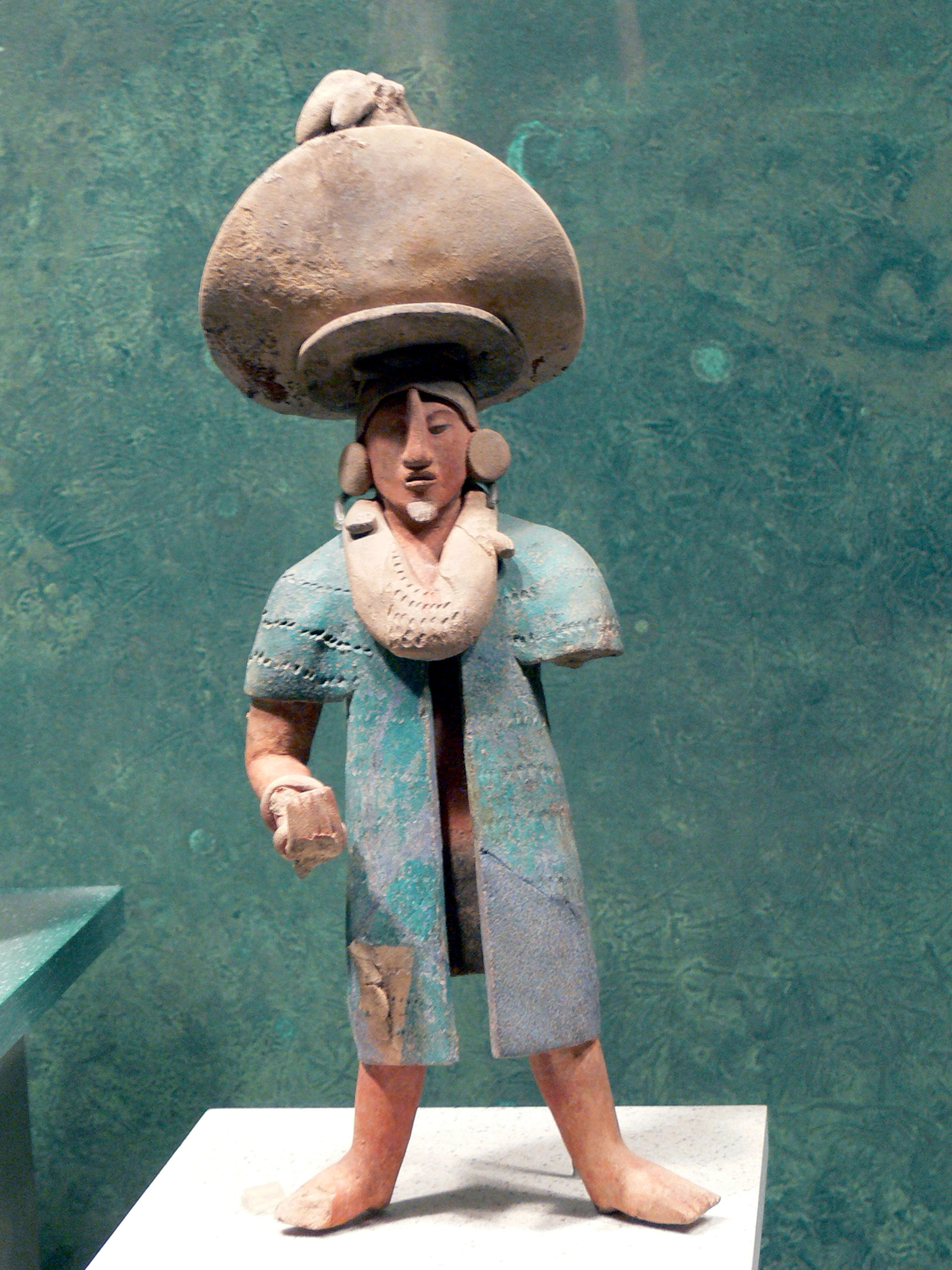
Богатый майя. Национальный антропологический музей Мехико

И мужчины, и женщины носили длинные волосы, но переднюю часть головы обычно гладко выбривали; мужчины даже прижигали её, чтобы она не зарастала. Самой распространённой причёской были косы. Мужчины обматывали их вокруг головы наподобие венка, оставляя сзади небольшой хвостик, похожий на кисточку. Замужние женщины укладывали косы так, чтобы их концы торчали по обеим сторонам головы, как рожки. Причёски знатных дам были ещё более замысловаты и роскошны, напоминая то высокие башни, то огромные ягоды ежевики, то короны. Девушки могли ходить с распущенными волосами.
Рядовые общинники обычно не покрывали голову. Зато головные уборы аристократов и их супруг поражали своим великолепием. Носимые верховным правителем майя венцы из перьев птицы кетсаль по размеру нередко превосходили рост своего владельца. Иногда они были настолько громоздкими, что держались уже не на самой голове, а на специальных деревянных подпорках, прикреплённых к поясу. Представители знати носили также тюрбаны из ткани. У некоторых головные уборы отделывались длинными лентами, имитировавшими стебли маиса. Головы жрецов во время церемоний и воинов, отправлявшихся в поход, были увенчаны деревянными или плетёными масками ягуаров и других животных, а также рептилий и рыб, которые, по-видимому, были персонажами мифологии майя.

## Украшения

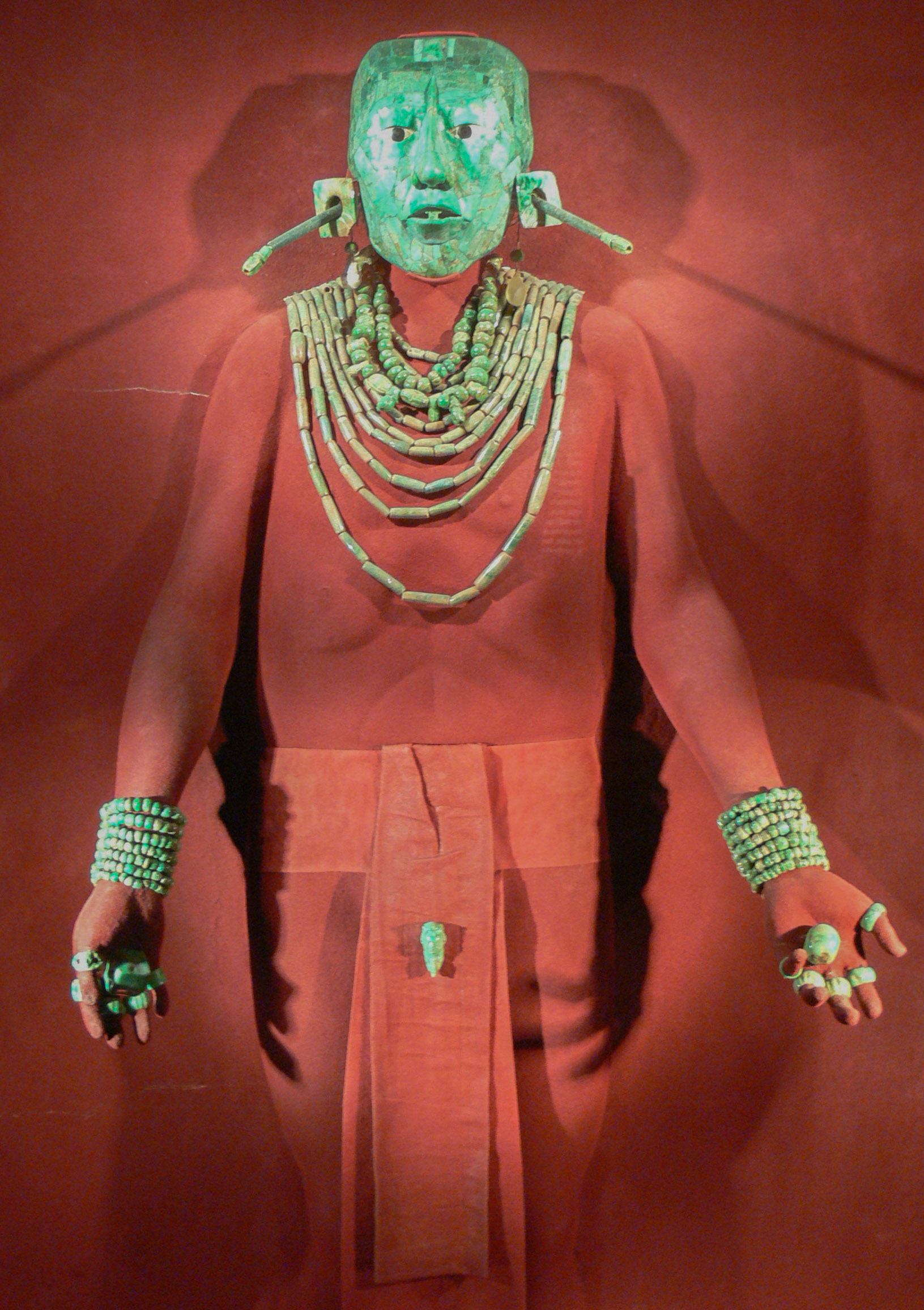
Погребальные украшения царя Пакаля (615—683)

Несмотря на скудость своей одежды, майя любили украшать себя. Уже в младенчестве ребёнку прокалывали мочки ушей, нос и губы для того, чтобы вдевать в них серьги, вставки и лабретки, которые ему предстояло носить в дальнейшем. Передние зубы, резцы и клыки могли быть украшены инкрустацией из нефрита или пирита; для этого на передней стороне зуба высверливали впадину глубиной в несколько миллиметров, в которую затем помещали инкрустацию. Это была не просто дань моде — подобное украшение доказывало мужество его обладателя и его способность переносить боль.
Женщины прикрепляли к краям одежды диски из раковин, чтобы они мелодично позванивали при ходьбе.
Непременным дополнением наряда и у мужчин, и у женщин были ожерелья и браслеты (ручные и ножные). На современный взгляд, украшения древних майя слишком массивны и выглядят несколько грубовато, но о вкусах, как говорится, не спорят.
Украшения делались из перьев, дерева, кости, перламутра и цветных камней. В качестве материала для украшений использовали топазы (из них обычно делали носовые вставки), железный колчедан, кварц, серпентин и нефрит. Этот зелёный полупрозрачный поделочный камень майя ценили превыше всего. В их представлении он был вместилищем волшебной силы, символом жизни, дождя и крови.
В классический период великие правители майя отправлялись в мир иной, щедро одаренные напоследок всевозможными нефритовыми изделиями. Например, в гробнице правителя города Паленке, обнаруженной мексиканским археологом Альбертом Русом в 1952 году, останки покойного были буквально засыпаны нефритом. На его груди лежала искусно сделанная подвеска в виде летучей мыши, составленная из 189 кусков гладко отполированного нефрита. Шею и плечи охватывало ожерелье из более чем 2000 нефритовых бусин, нанизанных в 9 рядов. На обеих руках были нефритовые браслеты и кольца, а череп венчала диадема из нефритовых же дисков. Лицо погребённого правителя покрывала мозаичная маска, сложенная из 200 с лишним кусочков нефрита (только для глаз были использованы обсидиановые кружки и перламутровые раковины). Кроме того, в правую руку был вложен нефритовый кубок, а в левую — шарик из того же материала. Всё это, по-видимому, должно было гарантировать усопшему вечную жизнь.

## Косметика

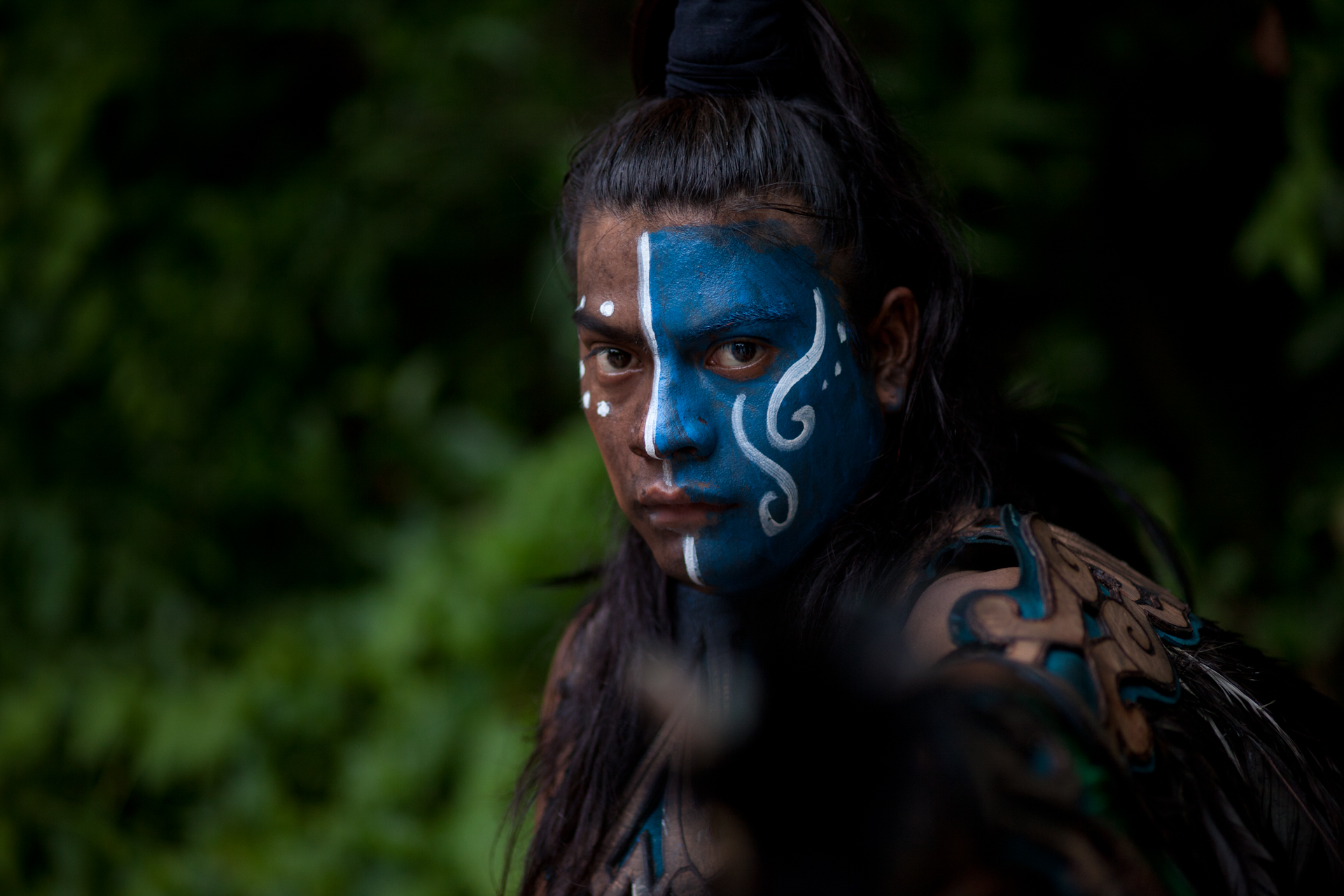
Современный майя из Кинтана-Роо

У майя был широко распространён обычай покрывать лицо и тело геометрической татуировкой (для этого предварительно окрашенную кожу слегка надрезали). Чем больше татуировок было на теле, тем храбрее считался мужчина, так как нанесение татуировки прорезанием было очень мучительным, и человек после этого болел несколько дней. Тех, кто не татуировался, высмеивали. Юноши до женитьбы не имели татуировки. Женщины татуировали лицо и верхнюю часть тела (за исключением груди).
Не меньшей популярностью пользовалась у майя окраска тела и лица (перед началом военных действий, по праздникам и т. п.). Применялось несколько видов краски, каждый из которых имел своё значение. Так, чёрная краска символизировала войну, поскольку наконечники стрел и копий делались из чёрного минерала обсидиана. Ею обмазывали своё тело неженатые молодые мужчины, а также те, кто постился. Этим же цветом, но в сочетании с красным, обозначавшим кровь, разрисовывали себя воины. Голубой считался цветом жертвоприношений; им окрашивались тела жрецов и людей, предназначенных в жертву богам. Раскраска рабов представляла собой чередующиеся чёрные и белые полосы. Женщины майя разрисовывали себе только лица, отдавая предпочтение красному цвету. Краска, смешанная с ароматической смолой, держалась на коже по нескольку дней, защищая её от солнечных ожогов и укусов насекомых.
Женщины майя любили также благовония, обильно умащая ими грудь, руки и плечи. Чтобы очистить зубы и отбить неприятный запах изо рта, жевали смолу дерева чикле. Вдобавок ко всему, женщины, особенно знатные, повсюду ходили с букетиками цветов, которые время от времени нюхали.

## Современный костюм

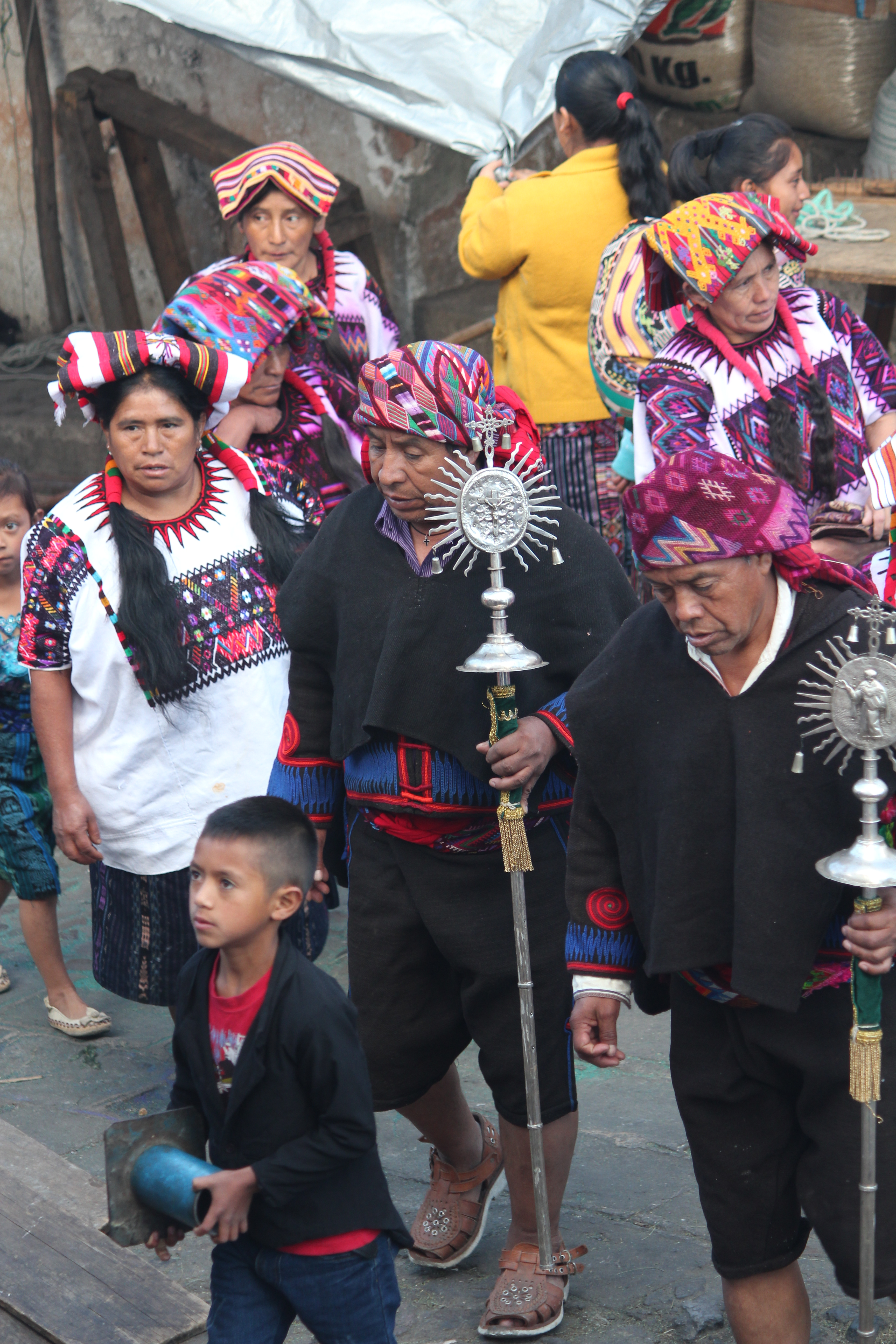
Представители киче в Гватемале

Цивилизация майя была уничтожена испанскими завоевателями и католическими миссионерами, но и сегодня сотни тысяч индейцев майя продолжают, как и прежде, жить в своих селениях, расположенных в горах и джунглях Мексики и Гватемалы. Многие из них до сих пор сохраняют приверженность традиционному костюму. Наиболее ярко выражена эта приверженность у племён майя, проживающих в Гватемале. Здесь национальную индейскую одежду носят и по праздникам, и в повседневной жизни. Не только каждая деревня, но и каждая семья бережёт свою манеру носить костюм, сохраняет расцветку, символику и технику изготовления ткани.
Современный женский костюм майя состоит из длинной, доходящей до лодыжек юбки — корте. Это просто прямоугольный кусок материи, полосатой или украшенной вышитыми мелкими узорами. Он то обёртывается вокруг талии плотно, то укладывается складками или собирается в густые сборки, в зависимости от местной моды. Закрепляют юбку узорчатым поясом, длина и ширина которого зависят от возраста женщины и её положения в общине. Второй компонент женской одежды — просторная блуза (уипили). Завершает наряд длинная шаль — тсуте. Обычно её носят перекинутой через плечо, но в неё можно также поместить кладь для переноски, завернуть ребёнка или самой закутаться в холодную погоду.
Большинство женских костюмов дополняют разнообразные тюрбаны, которые могут представлять собой как обыкновенный платок, обмотанный вокруг головы, так и весьма сложную, замысловатую конструкцию. Самые оригинальные тюрбаны носят женщины из деревни Сантьяго, расположенной у озера Атитлан. Узкую ленту красного цвета, длиной примерно 12 метров, сплошь расшитую на концах геометрическими узорами, сначала накручивают на косу, а затем обвивают вокруг головы. Такой головной убор создаёт эффект яркого ореола. В качестве дополнительного украшения к нему могут быть пришиты длинные разноцветные кисти.
Не менее красочно выглядят и мужские костюмы. Штаны, обычно очень широкие и короткие (до середины икр), бывают самых разных расцветок. Многоцветные полосатые рубашки заправляются в штаны, а вокруг талии обматывается пестротканый пояс. Необходимым дополнением служит большая полотняная сумка, которую носят на плече или привязывают к поясу. Головные уборы варьируются от панам с плоскими полями до шляп с круглой тульей и очень узкими полями, украшенных цветными лентами. И женщины, и мужчины ходят босиком или носят местные сандалии.